# Zollleichterstelle Bad Salzig

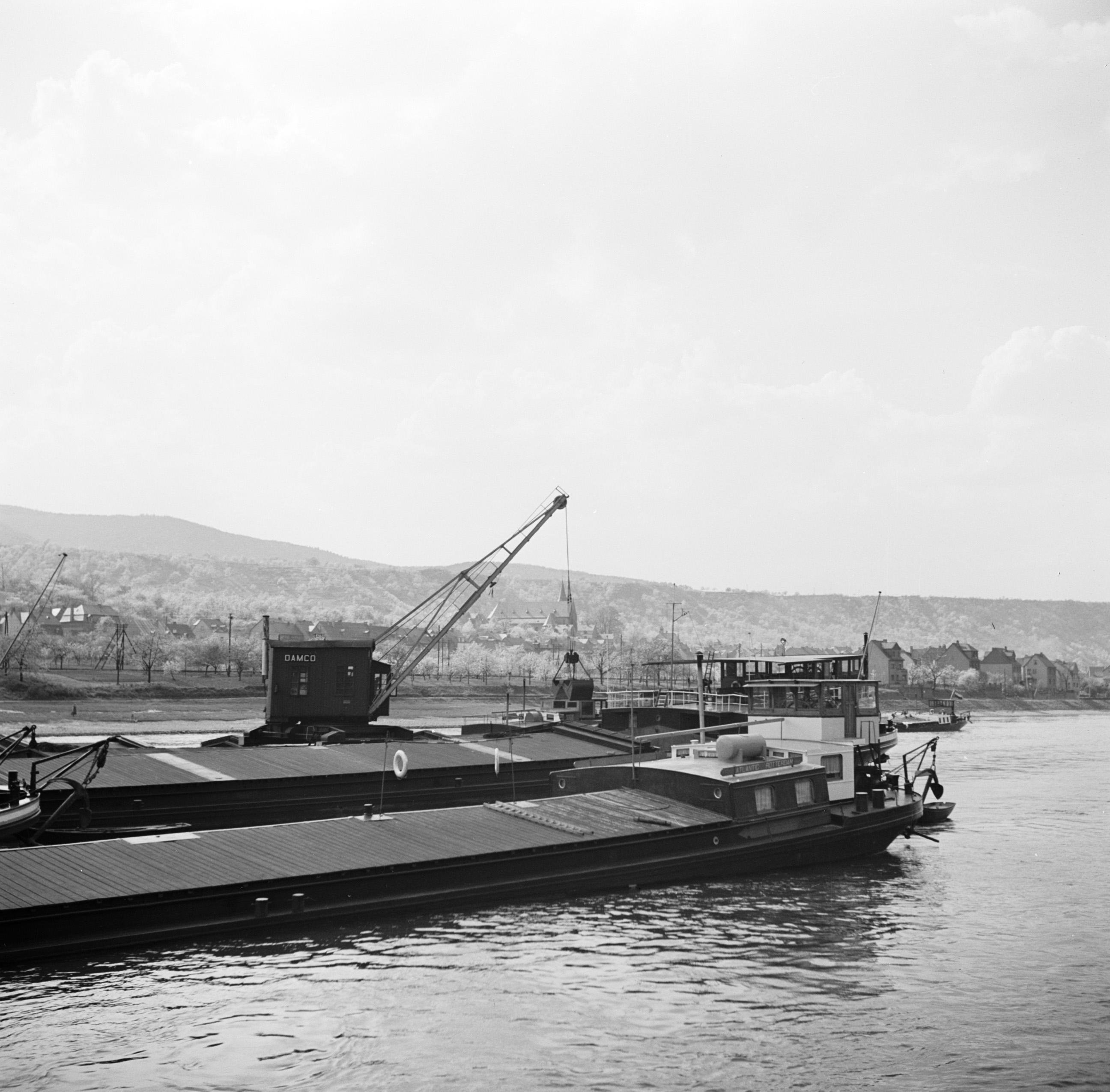
Leichterung vor Bad Salzig, 1. April 1955

Die Zollleichterstelle Bad Salzig wurde 1949 als Außenstelle des Hauptzollamtes Koblenz zur Überwachung von Leichterungen von Binnenschiffen mit Zollverschluss eingerichtet.

## Geschichte
Der Ursprung der Leichterstelle Bad Salzig reicht bis in den Anfang des 19. Jahrhunderts zurück. Die Reede bot Ankerplätze für mehr als hundert Schiffe. Zu Berg gehende Schleppzüge wurden hier geteilt, da die Durchfahrt durch die Gebirgsstrecke zwischen Sankt Goar und Bingen nur mit höchstens vier Anhängen erlaubt war. Schiffe, die zu viel geladen hatten und wegen fallenden Pegelständen nicht mehr diese Strecke mit ihren vielen Untiefen befahren konnten, oder aus anderen Gründen wie Havarie nicht weiterfahren konnten, wurden hier geleichtert, das heißt, ein Teil der Ladung wurde in ein anderes Schiff umgeladen. In den Anfangsjahren erledigten das noch Arbeiter aus Bad Salzig, im Volksmund die Salziger Murkser genannt, später wurden auch Kräne und bei Tankschiffen Pumpen eingesetzt.

## Zoll
Schiffe, die aus den Niederlanden, Belgien und der Schweiz und Frankreich kamen, mussten an der deutschen Grenze beim Zoll angemeldet werden, da noch kein einheitliches Zollgebiet bestand. Zur Sicherstellung, dass am Bestimmungsort der Zoll entrichtet wurde, unterlag der Transport den zollamtlichen Bestimmungen. So musste der Schiffsführer an der Grenzzollstelle den Zollbegleitschein A beantragen, danach kontrollierte der Zoll die Ladung und brachte die Zollplomben an, die erst am Bestimmungsort entfernt werden durften.
In den ersten Nachkriegsjahren wurden in Bad Salzig die Leichterungen der Schiffe von ortsansässigen Zollhilfspersonen beaufsichtigt, die aber keine hoheitlichen Aufgaben erfüllen durften. Da keine zollrechtliche Abfertigung nach der Leichterung stattfand, gingen alle Verpflichtungen auf den Schiffsführer über. Wegen der stark zunehmenden Leichterungen wurde im November 1949 eine Zollzweigstelle in Bad Salzig eingerichtet, die neben der zollrechtlichen Abfertigungen auch den zunehmenden Schmuggel von Kaffee, Zigaretten und anderen Gütern bekämpfte. Der Bereich der Zollstelle erstreckte sich über etwa 20 Rheinkilometer zwischen Osterspai und Werlau. Im Oktober 1959 wurde die Zollzweigstelle in eine Zollaußenstelle umgewandelt und hieß jetzt Zollleichterstelle, die von einem Zollsekretär geleitet wurde, der gleichzeitig die Steueraufsicht im Bereich Spay bis Oberwesel, an der Untermosel und im Vorderhunsrück ausübte. In den Jahren zwischen 1961 und 1976 wurden jährlich zwischen 200 und 1400 Leichterungen vorgenommen. An der Anzahl der Leichterungen lassen sich sehr gut die Jahre mit niedrigem Wasserstand erkennen.

## Das Ende der Zollleichterungsstelle
Durch den Ausbau der Gebirgsstrecke nahmen die Leichterungen weiter ab und es fiel weniger Arbeit an der Zollleichterstelle an. Deshalb wurde Anfang 1980 die Dienststelle in Bad Salzig geschlossen, die Reede von Bad Salzig wird jedoch weiterhin als Leichterstelle benutzt.

## Weblink
- Reede Bad Salzig um 1930